# Tế bào soma
Tế bào soma (xôma) hay tế bào sinh dưỡng là bất kỳ tế bào nào của cơ thể sinh vật đa bào, ngoại trừ tế bào mầm, tế bào sinh dục và tế bào gốc.,, Đặc điểm cơ bản của loại tế bào này là không phát sinh được giao tử hoặc không hình thành được tế bào khác loại với nó và ở sinh vật lưỡng bội thường có bộ nhiễm sắc thể tồn tại thành từng cặp, kí hiệu là 2n. Hơn 100 năm trước, người ta đã biết tế bào soma chỉ nguyên phân, còn tế bào sinh dục mới giảm phân được và phát sinh ra giao tử.
Trong cơ thể sinh vật đa bào dù là tế bào của thực vật hay động vật, nấm, người ta đã phát hiện ra từ lâu là: tuyệt đại bộ phận cơ thể của chúng được cấu tạo từ các tế bào không có khả năng tạo thành giao tử; nghĩa là đối với cơ thể của mỗi sinh vật, những tế bào này chỉ tham gia vào các chức năng sinh dưỡng. Do đó, người ta còn gọi chúng là tế bào sinh dưỡng, tức là tế bào soma.

## Từ nguyên
- Thuật ngữ này dịch từ tiếng Anh somatic cell  có nguồn gốc từ tiếng Hy Lạp cổ đại σῶμα (soma, nghĩa là "cơ thể"), tiếng Latinh là cellula somatica.
- Tuy thuật ngữ tế bào soma là cụm từ không thuần Việt, nhưng phản ánh xuất xứ ban đầu, cũng như gần gũi với ngôn ngữ nhiều nước khác, ngắn gọn, lại liên quan đến nhiều thuật ngữ Sinh học hiện đại, do đó nên sử dụng khái niệm này nhiều hơn. Nhiều khi, thuật ngữ này dùng ở dạng tắt là soma dùng để mô tả ngắn gọn một số quá trình liên quan đến loại tế bào này, như: đột biến soma, lai soma, dòng soma, biến đổi soma. Tuy nhiên, trong trường hợp gọi tắt như thế, cần phân biệt với xô-ma của tế bào thần kinh là thuật ngữ dùng để chỉ thân nơ-ron.[6],[7]

## Ví dụ
Thường thì bất kỳ tế bào nào của sinh vật ta quan sát được bằng mắt thường đều là tế bào soma.
Chẳng hạn ở động vật: tế bào cấu tạo nên da, tóc hay lông, xương, tế bào máu v.v và cả tế bào thần kinh (nơ-ron) đều thuộc loại này. Ngay cả các mô của cơ quan sinh dục (như ống dẫn trứng, tinh hoàn…) cũng không phải là tế bào sinh dục, mà là tế bào soma. Trong cấu tạo của cơ quan sinh sản nữ giới (xem hình dưới), thì mọi bộ phận được chú thích đều cấu tạo từ tế bào soma, trừ trứng trong buồng trứng (chú thích số 11).
Ở thực vật, nhiều người đã biết: rễ, thân, lá là cơ quan sinh dưỡng, chỉ có hoa là cơ quan sinh sản. Nhưng mọi bộ phận của hoa mà ta nhìn thấy đều cấu tạo từ các tế bào soma, trừ đại bào tử (trong lá noãn) và tiểu bào tử (tạo hạt phấn) nằm sâu bên trong bàu nhuỵ và bao phấn.
Trong cơ thể con người, có khoảng 220 loại tế bào soma.

### So sánh với tế bào sinh dục
|               | Tế bào soma                                                                                            | Tế bào sinh dục                                                                                            |
| ------------- | --- | --- |
| Từ đồng nghĩa | Tế bào sinh dưỡng. Tế bào cơ thể.                                                                      | Tế bào sinh sản. Tế bào mầm.                                                                               |
| Định nghĩa    | Là bất kỳ tế bào nào của cơ thể sinh vật đa bào, ngoại trừ tế bào sinh dục và giao tử.                 | Là bất kỳ tế bào nào có thể phát sinh ra giao tử của sinh vật đa bào hữu tính.                             |
| Chức năng     | Đơn vị cấu tạo hầu hết mọi bộ phận cơ thể. Cơ sở sinh trưởng.                                          | Là nguồn hình thành giao tử. Cơ sở của bảo tồn và phát triển nòi giống của sinh vật.                       |
| Vị trí        | Bao trùm cơ thể, tạo nên tất cả các mô bên ngoài và hầu hết các nội quan bên trong.                    | Nằm trong vùng hình thành giao tử của cơ quan sinh sản.                                                    |
| Khả năng      | Không có khả năng tiến hành giảm phân để sinh ra tế bào đơn bội (n).                                   | Có khả năng tiến hành giảm phân để sinh ra tế bào đơn bội (n), từ đó tạo thành giao tử.                    |
| Tính chu kì   | Có chu kì tế bào.                                                                                      | Không có chu kì tế bào.                                                                                    |
| Đột biến      | Đột biến trong tế bào này là đột biến soma, không di truyền được cho thế hệ sau qua sinh sản hữu tính. | Đột biến trong tế bào có thể gây ra đột biến giao tử, di truyền được cho thế hệ sau qua sinh sản hữu tính. |

Tuy cơ quan sinh sản nữ giới là cơ quan sinh dục, nhưng hầu hết các phần lại cấu thành từ tế bào soma, trừ trứng được tạo thành trong buồng trứng (số 11 trong sơ đồ).Tuy cơ quan sinh sản nữ giới là cơ quan sinh dục, nhưng hầu hết các phần lại cấu thành từ tế bào soma, trừ trứng được tạo thành trong buồng trứng (số 11 trong sơ đồ).
Tinh trùng của người là giao tử chỉ mang 23 chiếc nhiễm sắc thể (đơn bội), còn tế bào soma người mang 23 cặp hay 46 nhiễm sắc thể (lưỡng bội).
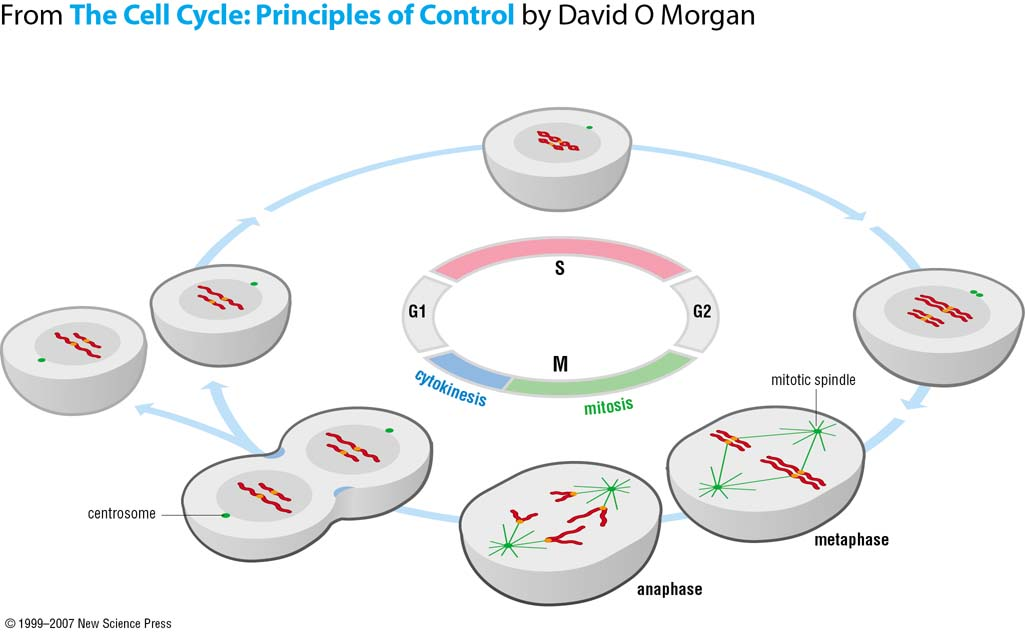
Tế bào soma thường có chu kỳ tế bào gồm nhiều giai đoạn nối tiếp, sinh ra các tế bào con. Chú thích ở sơ đồ: G1=Pha sinh trưởng 1. S=Pha tổng hợp (có nhân đôi NST). G2=Pha sinh trưởng 2. M=Phân bào, gồm mitosis (nguyên phân) và cytokinesis (chia tế bào chất).

## Tiến hoá và chu kì
- Tế bào đầu tiên trong lịch sử hình thành sự sống - theo giả thuyết phổ biến nhất hiện nay - gọi là tế bào sơ khai, được hình thành từ lipôxôm (liposome) có thể xuất hiện cách đây 4 tỉ năm.[8] Qua quá trình tiến hoá rất lâu dài, trong tế bào sơ khai hình thành nên các phân tử có khả năng tự nhân đôi là RNA rồi được thay thế bởi DNA. Dần dần tạo nên tế bào chính thức là vi khuẩn đơn bội, rồi đến tế bào soma, sau đó, trong quá trình tiến hoá tiếp theo mới hình thành nên tế bào sinh dục và giao tử.[9].
- Tế bào soma nào cũng có chu kỳ nếu nó chưa biệt hoá, gọi là chu kỳ tế bào hay vòng đời tế bào; trong đó 1 tế bào ban đầu ("mẹ") sinh ra 2 tế bào mới ("con"), rồi "con" lớn lên trở thành "mẹ"... cứ thế tiếp diễn (xem hình trên).

## Sinh sản, nhân dòng
Quá trình sinh sản của tế bào soma tiến hành qua cơ chế nguyên phân – cơ sở sinh trưởng (lớn lên) của mọi bộ phận và cả cơ thể. Tuy nhiên, sự sinh sản này chỉ dẫn đến sự phát sinh ra thế hệ tế bào con, chứ không phải sự phát sinh ra thế hệ cơ thể con.
Nhưng ở các loài thực vật có khả năng sinh sản vô tính, thì từ một nhóm tế bào soma vẫn có thể sinh ra cơ thể con (như người Việt Nam trồng mía từ hom, nhân giống cam bằng chiết cành). Một số loài động vật cũng có khả năng này (như thủy tức mọc chồi). Do đó, con của những loài này vẫn có khả năng nhận được đột biến của đời trước. Tuy nhiên, những hiện tượng trên chứng tỏ nguyên phân là cơ sở của sinh sản sinh dưỡng, chứ không phải là đã chứng minh tế bào soma đã tạo ra tế bào sinh dục và giao tử, ngoài ra, thế hệ con của chúng không có bộ nhiễm sắc thể mới được tổ hợp mới.
Trong những năm gần đây, khoa học hiện đại - bằng kỹ thuật nhân bản vô tính - đã tạo những động vật không qua sinh sản hữu tính như ếch và nổi tiếng nhất là cừu Dolly, cho phép tạo ra một động vật có bộ gen trên nhiễm sắc thể giống hệt mẹ, mà không qua sinh sản hữu tính, nên gọi là nhân dòng vô tính. Sự khác biệt gần như duy nhất là bộ gen ti thể được giữ lại trong hợp tử là của tế bào nhận, còn tế bào cho nhân không có.
Sự phát triển của khoa và kĩ thuật còn đã cho phép tạo ra các cơ thể con từ tế bào đơn bội, như nuôi cấy hạt phấn hoặc noãn chưa thụ tinh (công nghệ tế bào), thì cũng không có nghĩa là giao tử đơn bội của bố/mẹ có thể phát sinh cơ thể con, bởi vì còn phải qua khâu lưỡng bội hoá.

## Biến đổi di truyền
Trong quá trình tiến hoá của sinh giới, cũng như tác động của con người, thường gặp một số thay đổi về mặt di truyền của tế bào soma, như thể đa bội (3n, 4n…), thể dị bội… thì những tế bào sinh dưỡng thuộc những cơ thể này vẫn được xem là dạng soma dù số nhiễm sắc thể của chúng không phải là 2n.
Sự phát triển của công nghệ sinh học đã cho phép điều khiển di truyền của tế bào soma. Kỹ thuật di truyền tế bào soma đã dẫn đến nhiều tranh luận, dù cho Hội nghị thượng đỉnh quốc tế về chỉnh sửa gen người đã đưa ra một tuyên bố hỗ trợ sửa đổi di truyền của tế bào soma, vì những thay đổi không được truyền cho con. Về mặt lý thuyết, vì các tế bào này không phải là tế bào mầm, nên chúng sẽ không truyền được cho đời con đột biến mà chúng có thể có.